# Печера марень
Печера марень (рос. Грез) — печера в Башкортостані, Росія. Печера комплексного (горизонтально-вертикального) типу простягання. Загальна протяжність — 1054 м. Глибина печери становить 95 м. Категорія складності проходження ходів печери — 2А. Печера відноситься до Шульгано-Іргізлинського підрайону Бельсько-Нугуського району Південної області Західноуральської спелеологічної провінції.